# Ungenacher Bach
Der Ungenacher Bach, auch Ungenachbach, ist ein Fließgewässer in Oberösterreich. Er entspringt im Hausruck in der Ortschaft Waldpoint bei Ampflwang. Er durchfließt die Gemeinden Zell am Pettenfirst und Ungenach und mündet im Grenzdreieck der Ortschaften Gsteinedt, Heuweg und Grillmoos in den Ampflwanger Bach. Der Ungenacher Bach ist ein sehr naturbelassenes Gewässer. Bei starkem Hochwasser bringt der Bach erhebliche Gefahren für die angrenzenden Liegenschaften. Die Schwarz-Erle und die Bruch-Weide sind die Hauptbäume entlang des Baches. Er ist zudem sehr reich an Jungfischen, auch Fischotter kommen vor. Der Bach ist der wichtigste Zufluss des Ampflwanger Baches.

## Belege
- Heimatbuch der Marktgemeinde Timelkam. Eigenverlag und lokaler Sondervertrieb der Gemeinde